# Neostylodactylus litoralis
Neostylodactylus litoralis is een garnalensoort uit de familie van de Stylodactylidae. De wetenschappelijke naam van de soort is voor het eerst geldig gepubliceerd in 2000 door Okuno & Tachikawa.